# Dasybasis bratrankii
Dasybasis bratrankii är en tvåvingeart som först beskrevs av Maksymilian Nowicki 1875.  Dasybasis bratrankii ingår i släktet Dasybasis och familjen bromsar. Inga underarter finns listade i Catalogue of Life.